# Földmegfigyelés
A földmegfigyelés a Föld világűrből való megfigyelése különböző (aktív vagy passzív) érzékelő eszközök (műholdak) segítségével. A földmegfigyelés objektív lefedettséget nyújt térben és időben. Az űrbeli érzékelők adatokat gyűjtenek a Földről, olyan területeket is beleértve, amelyek túl távoliak vagy másképpen elérhetetlenek földi felderítéssel.
A földmegfigyelő rendszer (EOS) Föld körüli pályájú és alacsony inklinációjú műholdak összehangolt rendszere, melynek célja a földfelszín, a bioszféra, az atmoszféra, a Föld szilárd rétegének és az óceánok hosszútávú megfigyelése. A földmegfigyelés folyamata nemcsak a kibocsátott vagy visszavert energia érzékelését, hanem a mért adatok feldolgozását, elemzését és alkalmazását is magába foglalja.

## Fizikai alapok
Az elektromágneses sugárzásnak alapvető tulajdonsága a frekvencia. A rövid hullámhosszú (gamma- és röntgen) sugárzástól a hosszú hullámhosszú (mikrohullámú és rádióhullámú) sugárzások összessége alkotja az elektromágneses spektrumot vagy színképet.
|  |  |  |

Mielőtt a távérzékeléshez használt sugárzás eléri a földfelszínt, keresztülhalad a légkörön, és az atmoszférában található gázokkal és részecskékkel kölcsönhatásba kerül a beérkező fény és sugárzás, melynek két típusa lehet: szóródás és elnyelődés.

Atmoszferikus abszorpció

Az űrbeli megfigyeléshez és adatgyűjtéshez az elektromágneses spektrumnak csak azok a részei használhatók, melyeket nem befolyásolnak az említett hatások. Ezeket légköri ablakoknak nevezzük. Az a sugárzás, ami nem abszorbeálódik és nem szóródik szét, eléri a földfelszínt és három lehetséges formában kölcsönhatásba kerül vele: a sugárzást elnyeli, áthalad rajta vagy visszaverődik róla. Ezek egymáshoz viszonyított aránya a hullámhossztól és a felszín anyagától függ. A földmegfigyelés során a legfontosabb a visszavert sugárzás érzékelése, mérése. A reflektancia két szélsőséges forma között változhat: tökéletes és diffúz visszaverődés.

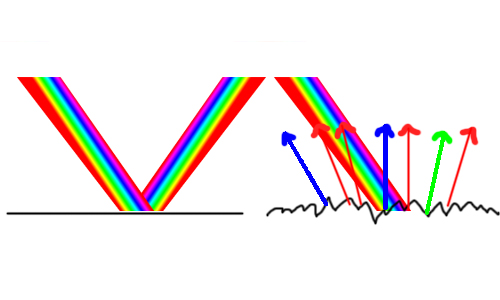
Tökéletes és diffúz visszaverődés

A visszaverődés mértéke és formája szintén a felszín vagy a megfigyelt tárgy anyagától, tulajdonságaitól függ.

## Rögzítési technika és fényképezés

### Fényképes
Távérzékelt fényképes adatok úgy készülnek, hogy a tárgyról visszaverődő közvetlen sugárzást veszik filmre. A hullámhosszok tartománya, amelyet a fényképező eszközök érzékelnek, korlátozottak a kamerában található film és a szűrő érzékenysége által. A film spektrális érzékenységének tartománya az ultraibolyától (UV) az infravörösig terjedhet. Szűrőket is használnak a különböző filmtípusokkal közösen, azért, hogy leszűkítsék a felvételre kerülő hullámhossztartományt, vagy hogy csökkentsék a légköri háttérsugárzást. A többsávos kamerákat, amelyek egyidejűleg rögzítenek több felvételt ugyanazon tárgyról, többsávos (multi-spectral) képek előállítására használják. Az ilyen kamerák különböző film és szűrő kombinációkat használnak a különböző hullámhossztartományok rögzítésére.
A film lehet egy spektrális sávra érzékeny (mint az egyrétegű fekete-fehér filmek) vagy többre (mint a három rétegű színes filmek). A négy filmtípus, amelyeket űrfelvételeknél használhatnak, a következők:
- Fekete-fehér a látható tartományban (pánkromatikus)
  - 'térképező' (mapping) film – nagyjából egyforma érzékenységű az összes látható tartományra. Sokszor a filmet egy ’mínusz-kék’ (minus-blue – kéket elnyelő) szűrővel együtt használják, hogy kiszűrjék a légköri háttérsugárzást az elektromágneses spektrum kék végéről.
  - ’felderítő’ (reconnaissance) film – kevésbé érzékeny a kék hullámhossztartományra, így kisebb a légköri zaj.
- Fekete-fehér a közeli infravörös tartományban
- Színes a látható tartományban
- Hamis színes a közeli infravörös tartományban[2]

|  |  |

### Digitális
Az adatoknak digitális vagy numerikus formátumban kell lenniük ahhoz, hogy egy számítógép feldolgozhassa. A digitális képen a színek számok formájában vannak jelen. A grid (vagy valamelyik másik leképezési) mintát használják arra, hogy rögzítsék a kép színeit, minden egyes cella egy vagy több színkódból áll.A digitális érzékelők közvetlenül szám formátumban rögzítik a sugárzást. A legtöbb esetben a nulla a semmilyen (vagy a legkisebb érzékelhető) sugárzást rögzíti, és a legnagyobb rögzíthető szám a legnagyobb sugárzási szintet jelenti. A legtöbb távérzékelt képnél ez a legmagasabb sugárzási szint a 255-ös számhoz van rendelve. Ezzel a felbontással 256 különböző fényintenzitású színt lehet rögzíteni a digitális képen.

## Érzékelők (szenzorok)
A szenzorok az érzékelés módja szerint 2 csoportba sorolhatók:
- passzív: az energia, ami az érzékelt sugárzáshoz szükséges, külső forrásból származik – pl. a Napból –, az érzékelő a visszavert sugárzást rögzíti
- aktív: az energiát, amit az érzékelő rendszeren belül generálnak, kívülre irányítják, és a visszatérő energiatöredéket mérik meg (a radar egy példa rá)

### Passzív

a GRACE műholdak adatai alapján készült gravitációs modell

#### Nem pásztázó
- Nem képalkotó

Megméri a célterület összes pontján a sugárzást, feldolgozza, és jelenti az eredményt egy elektromos jelerősség vagy valamely más mennyiségi érték formájában. Ilyen érzékelők lehetnek:
- - Mikrohullámú (radiométer)
  - Mágneses
  - Gravitációmérő
  - Fourier-spektrométer
  - egyéb
- Képalkotó (kamera)

A felszabaduló elektronok ionizálnak egy anyagot, mint pl. ezüst (Ag) a filmen, és mivel a cél minden egyes pontjához köthető sugárzás, az eredmény egy kép lesz. A kamerák típusai a fény tartományai alapján a következők lehetnek:
- - Monokróm (egyszínű)
  - Színes a látható tartományban
  - Infravörös
  - Hamis színes az infravörös tartományban
  - egyéb

#### Pásztázó
- Képalkotó

A felszabaduló elektronok egy képalkotó eszközre hatnak, mint pl. TV vagy számítógép-monitor, oszcilloszkóp vagy elektromos érzékelők
- - Image plane scanning
    - TV camera
    - Solid scanner

  - Object plane scanning
    - Többsávos letapogatórendszer (Multispectral Scanner (MSS))

A többsávos letapogatórendszer, ahogy a neve is mutatja, egy olyan távérzékelő eszköz, amely a sugárzást több különböző hullámhosszon méri, ezek a látható, közel-infravörös, közép-infravörös, és termális-infravörös tartományai az elektromágneses spektrumnak. Mivel a hullámhosszakat ezekben a tartományokban jelentősen befolyásolják a légköri zajok, ezeknek az eszközöknek a hasznossága a földmegfigyelésben korlátozottak lehetnek a légköri viszonyok által. Az MSS eszközök digitálisan rögzítik az észlelt sugárzást több meghatározott hullámhossz ’csatornában’ vagy ’sávban’. Az elve ennek a rögzítési módszernek ugyanaz, mint a kameráknál a szűrők használata a korlátozott hullámhossztartomány felvétele érdekében. Például, ha megfelelő szűrőt használunk, hogy a kék fényt rögzíthessük, egy teljesen piros tárgy feketén jelenik meg, mert csak a kék fény megy át a szűrőn a film felvételekor.
- -     - mikrohullámú radiométer

Ezek a passzív érzékelők rövidebb hullámhossztartományban dolgoznak, legfeljebb 300 mm-ig, a mikrohullámú tartomány termál sugárzását mérik. A hullámhosszok azon tartománya, amelyet a mikrohullámú radiométer érzékel, a Föld energiaspektrumának alacsonyabb energia-tartományú részével egyezik meg. A passzív sugárzás intenzitása függ a tárgy hőmérsékletétől, a beeső sugárzástól, a kisugárzástól, visszaverődéstől és a törésmutatótól. Mivel ezek az érzékelők viszonylag alacsony energiaszinten dolgoznak, a képek zajosak, így rosszabb felbontásúak is és összetettebb feldolgozást igényelnek.
A passzív mikrohullámú radiométert általában a tengerjég, valamint egyéb tengeri tulajdonságok, mint pl. felszíni szél, jégkiterjedés és esőviszonyok térképezésére használják. Napjainkban több új érzékelőt is fejlesztenek speciálisan erre a fontos területre.
A mikrohullámú érzékelőrendszereknek, mindegy hogy aktívak vagy passzívak, fontos szerepük van a globális klíma és időjárás rendszer tanulmányokban. Ezeknek az adatait máris felhasználták a meteorológia és az óceánkutatás számos területén, valamint az újabb kutatások a szárazföldi alkalmazásokra is kiterjednek.

### Aktív
A radar térbeli helyzet és távolság meghatározására alkalmas műszer. A kisugárzott, majd visszavert mikrohullámú jel visszaérkezési idejét mérve meghatározható az objektum távolsága a műszertől. A mikrohullámú tartomány több sávra osztható, amelyek különböző jelenségek vizsgálatára alkalmasak.
| hullámsáv neve | hullámhossz (cm) | alkalmazás                                                                          |
| -------------- | ---------------- | ----------------------------------------------------------------------------------- |
| Ka             | 0,75–1,10        | térképezés                                                                          |
| K              | 1,10–1,67        | felhőmegfigyelés                                                                    |
| Ku             | 1,67–2,40        | műholdas kommunikáció, traffipax                                                    |
| X              | 2,40–3,75        | térképezés, megfigyelés                                                             |
| C              | 3,75–7,50        | meteorológiai megfigyelések                                                         |
| S              | 7,50–15          | meteorológiai megfigyelések, csapadékmennyiség mérése                               |
| L              | 15–30            |                                                                                     |
| P              | 30–100           | lombos növényzet, talajviszonyok megfigyelése, gleccserek és tengeri jég vizsgálata |

A mikrohullám egyenes vonalban terjed, a légköri hatások – mint a pára, felhőzet vagy a csapadék – csillapítják.

#### Nem pásztázó
- Nem képalkotó
  - Mikrohullámú radiométer
  - Mikrohullámú magasságmérő

Az aktív mikrohullámú mérőműszerek radar műszereken alapulnak.
A radaros magasságmérés egy technika, amely a felszín feletti magasságot tudja mérni, a rádió-magasságmérő segítségével. A működési elve az, hogy a radar kibocsát egy hullámot, majd ez a hullám visszaverődik a felszínről, és ezt a visszaérkező hullámot értékeli ki.
A radaros magasságmérés a földfelszín magasságára vonatkozó mérési adatokat szolgáltat, amelyek segítségével meg lehet határozni a tengeri jégtakaró kiterjedését, az óceán kisléptékű felszíni különbségeit, valamint a szélsebességet. A fontosabb műholdakon található magasságmérők:
- -     - ERS 1 és 2: Ku-sávú (13,8 GHz) rádió-magasságmérő, amelyet az Európai Távérzékelő Műholdon (ERS 1 és 2) 1991. július 17-én és 1995. április 21-én lőttek fel.
    - GEOSAT Ku-sávú (13,5 GHz) rádió-magasságmérő, amelyet a GEOSAT műholdon 1985. február 12-én lőttek fel.
    - Seasat: Ku-sávú (13,5 GHz) rádió-magasságmérő, amelyet a Seasat műholdon 1978. június 27-én lőttek fel.
    - TOPEX/Poseidon: Ku-sávú (13,6 GHz) és C-sávú (5,3 GHz) dupla frekvenciájú Topex radar, amelyet a TOPEX/Poseidon felületén 1992. augusztus 2-án lőttek fel.
    - CryoSat-2: SILAR

  - Lézeres vízmélységmérő
  - Lézeres távolságmérő

#### Pásztázó
- Képalkotó

  - Image plane scanning
    - PPAR (Passive phased array radar)

  - Object plane scanning
    - RAR (Real aperture radar)
    - SAR (Synthetic aperture radar): az érzékelő, ahogy halad a pályáján, minden megfigyelt pontot lát elölről, felülről és hátrafelé visszatekintve, amíg ez a pont beleesik a sugárnyalábba. Utólagos digitális adatfeldolgozással az utazási idő és a jelek kibocsátási ideje alapján határozható meg a visszaverési pont képe.

|  |  |

## KEO rendszer
A ismeret-orientált föld megfigyelési rendszer (KEO – Knowledge-centric Earth Observation) jelenleg a világ legnagyobb nyilvános távérzékelési adatfeldolgozó rendszere.
A három kulcsszó: a „nyilvános”, a „távérzékelési” és az „adatfeldolgozó” kifejezések érzékeltetik, hogy egy komplex és integrativitásra törekvő rendszerbe nyerhetnek betekintést az alkalmazók. Az adatok hozzáférhetőségének megkönnyítésével, feldolgozásuk és interpretációjuk automatizálásával a KEO úttörő lehetőségeket nyújt a tudományos kutatások és az alkalmazói fejlesztések számára egyaránt.
Az egészen egyszerű elemzések elvégzése mellett a folyamattervezés eszközével komplex döntéstámogatói rendszerek alakíthatók ki a KEO rendszer segítségével.

## Légi fényképezés
A légi fényképezés célja a földfelszín levegőből történő fényképezése. Ezek a fotók általában repülőgépre vagy helikopterre szerelt kamerával készülnek.
|  |  |

A kamera tengelyállása többféle lehet: fekvő, erősen ferde, ferde, függőleges. A függőleges tengelyállású kamerával készült képeket ortofotó-nak is nevezik.

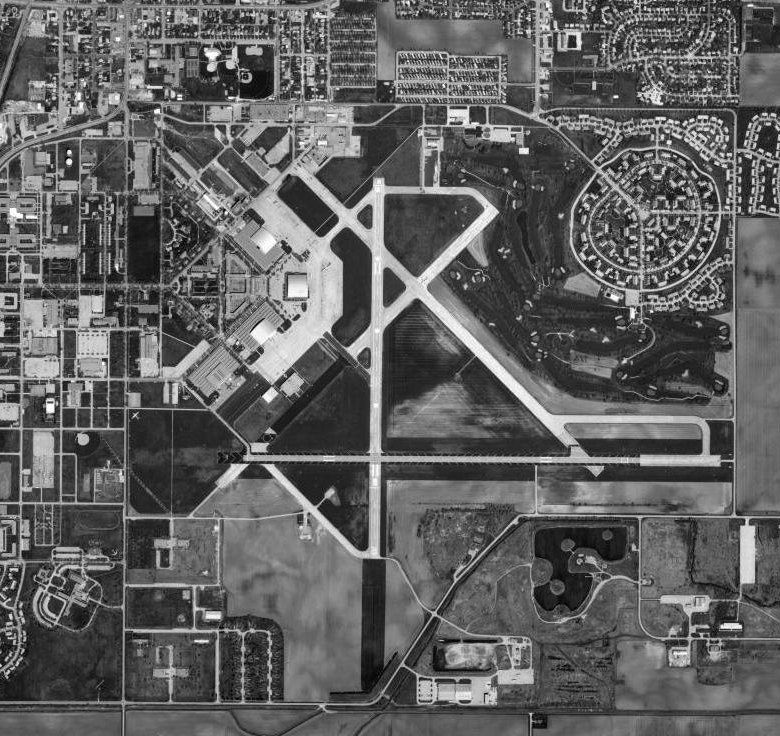
A Chanute katonai légibázis ortofotója

Az egymás után készülő légifotók között legalább 60%-os átfedés szükséges, illetve a felette lévő sávból kb. 20–30%. A repülés pontos adatait és körülményeit minden fényképen keretjelek rögzítik:
- repülési magasság
- a kép sorszáma
- fókusztávolság
- óra
- illesztő jel
- szelencés libella: jelzi, hogy mennyire függőleges tengelyállásból készült a felvétel

Torzulások a légi fényképen:
- perspektív (látszati): függőlegestől eltérő optikai tengely esetén keletkezik ilyen torzulás, ennek mértéke a kép minden pontján eltérő irányú és nagyságú
- magasságkülönbségből eredő: a képen látható függőleges tárgyak a kép belseje felől látszólag kifelé dőlnek, ennek mértéke egyenes arányban van a tárgyak magasságával és mélységével, illetve a kép közepétől való távolságukkal

A légifényképek felhasználása

Ortografikus nézet és perspektív nézet

- fotogrammetria: a légifotók mérhető, műszaki tartalmát hasznosítja, ennek segítségével például térképeket lehet létrehozni
- légifénykép-interpretálás: komplex vizsgálat, mely kiterjed a fénykép paramétereire, a fotó belső tartalmára, a lefényképezett tájra, objektumra, ehhez jó minőségű légi fotók szükségesek. Elemezhető:
  - tónusok: színes, szürke – nedvességtartalomra, felszín szerkezetére lehet ezek alapján következtetni
  - színek, színárnyalatok
  - árnyékhatás – erdők és felhőzet vizsgálata

## Műholdas földmegfigyelés[8]

### Űrfelvételek tulajdonságai[9]

#### Térbeli felbontás
Az érzékelő és a felszín meghatározza, hogy a mekkora területről történhet az adatgyűjtés, illetve a gyűjtött adatok mennyire részletesek. Az űrfelvételeken felismerhető legkisebb részletek az érzékelő térbeli felbontásától függenek. Minden műholdkép alapegysége a pixel, a térbeli felbontás tehát attól függ, hogy egy pixel mekkora területnek felel meg.

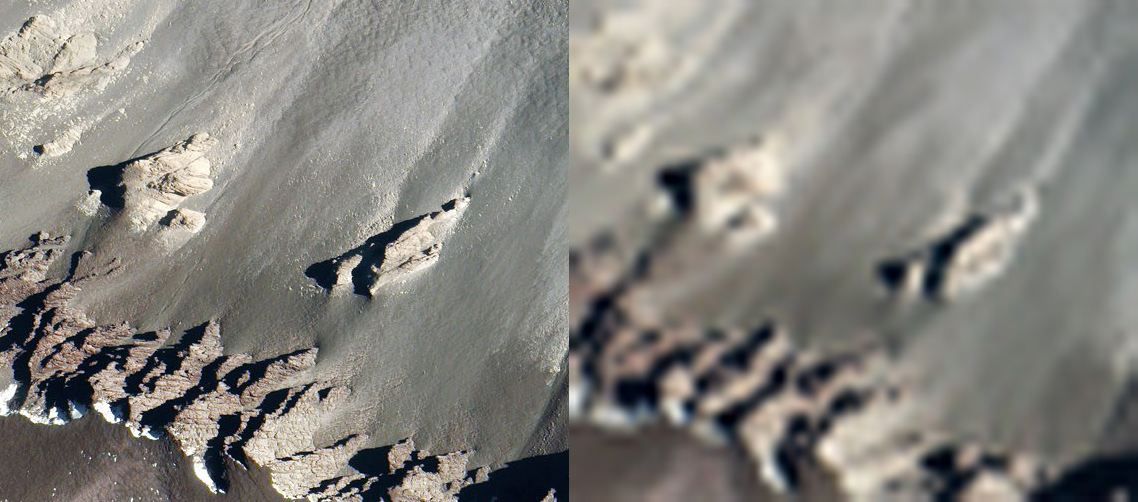
A két kép ugyanazt az antarktiszi területet ábrázolja. A bal oldali felvétel felbontása 2 méter/pixel, míg a jobb oldalié 200 méter/pixel.

#### Spektrális felbontás
A műholdak érzékelőberendezései egy-egy hullámhossz-tartományban készítenek felvételeket, ezeket sávoknak nevezik. A spektrális felbontás azt jelenti, hogy egyidejűleg hány képsávban készülnek felvételek: pankromatikus: 1 sáv, multispektrális: 3–20 sáv, hiperspektrális: 20–300 sáv.
|  |  |  |
|  |  |  |
|  |  |  |

#### Radiometriai felbontás
Az érzékelők radiometriai felbontásától függ, hogy a visszavert sugárzás változásait mekkora mértékben tudja megkülönböztetni, ez a gyakorlatban azt jelenti, hogy a képet alkotó pixelek hányféle színárnyalatot vehetnek fel.

#### Időbeli felbontás
Egy adott földrajzi hely két egymást követő megfigyelése között eltelt idő, vagyis a visszatérési idő.

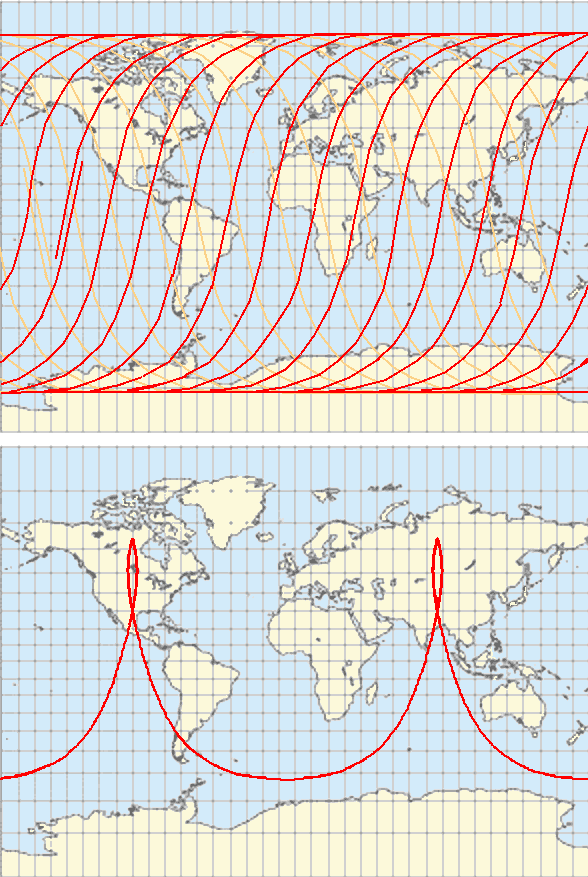
Lehetséges műholdpályák

### Landsat-program
Amerikai földmegfigyelő és erőforrás-kutató műholdcsalád. Napjainkra a Landsat-program 7 műholdat számlál.
| kép       | név         | fellövés    | üzemelés vége              | műszerek és sávkiosztás    | felbontás (m) | keringési magasság (km) | visszatérési idő (nap) | adattovábbítás sebessége (Mbps) | működés |
| --------- | ----------- | ----------- | -------------------------- | -------------------------- | ------------- | ----------------------- | ---------------------- | ------------------------------- | ------- |
|           | Landsat 1   | 1972.07.23. | 1978.01.06.                | TV kamera (1–3), MSS (4–7) | 80            | 917                     | 18                     | 15                              |         |
| Landsat 2 | 1975.01.22. | 1982.02.25. | TV kamera (1–3), MSS (4–7) | 80                         | 917           | 18                      | 15                     |                                 |         |
| Landsat 3 | 1978.03.05. | 1983.03.31. | TV kamera (1–3), MSS (4–7) | 30                         | 917           | 18                      | 15                     |                                 |         |
| Landsat 4 | 1982.07.16. | 2001        | MSS (1–4), TM (1–7)        | 30                         | 705           | 16                      | 85                     |                                 |         |
| Landsat 5 | 1984.03.01. | aktív       | MSS (1–4), TM (1–7)        | 30                         | 705           | 16                      | 85                     |                                 |         |
| Landsat 6 | 1993.10.05. | 1993.10.05. | ETM (1–8)                  | 30/120                     | 705           | 16                      | 85                     |                                 |         |
| Landsat 7 | 1999.04.12. | aktív       | ETM+ (1–8)                 | 15/30/60                   | 705           | 16                      | 150                    |                                 |         |

A Landsat TM szenzor sávjainak alkalmazási területei:
| sávok | hullámhossz (µm) | elnevezés         | alkalmazás | kép |
| ----- | ---------------- | ----------------- | --- | --- |
| 1     | 0,45–0,52        | kék               | tengerparti vizek, vízpartok elemzése, víztestek felszíni rétegének vizsgálata, talaj és növényzet megkülönböztetése, talaj- és vegetáció térképezés |     |
| 2     | 0,52–0,60        | zöld              | klorofill A és B megkülönböztetése |     |
| 3     | 0,63–0,69        | vörös             | klorofill abszorpciós csatorna |     |
| 4     | 0,76–0,90        | közeli infravörös | vegetációtérképezés, biomasszamérés, víztestek lehatárolása                                                                                          |     |
| 5     | 1,55–1,75        | közép infravörös  | vegetáció és talaj nedvességének meghatározása, hó és felhő elkülönítése                                                                             |     |
| 6     | 10,4–12,5        | termál infravörös | talaj nedvességtartalmának mérése, hőtérképezés, vegetációstressz analízis                                                                           |     |
| 7     | 2,08–2,35        | közép infravörös  | kőzettípusok elkülönítése, hidrotermális térképezés                                                                                                  |     |

### SPOT program
Francia erőforrás-kutató műholdsorozat.
| kép        | név         | fellövés                  | pankromatikus sáv (µm)      | B1 sáv (µm)        | B2 sáv (µm)                  | B3 sáv (µm)                | B4 sáv (µm) | felbontás (m) |
| ---------- | ----------- | ------------------------- | --------------------------- | ------------------ | ---------------------------- | -------------------------- | ----------- | ------------- |
|            | SPOT1       | 1986.02.22.               | 0,51–0,73                   | 0,50–0,59          | 0,61–0,68                    | 0,79–0,89                  | –           | 10/20         |
| SPOT2      | 1990.01.22. | 0,51–0,73                 | 0,50–0,59                   | 0,61–0,68          | 0,79–0,89                    | –                          | 10/20       |               |
| SPOT3      | 1993.09.26. | 0,51–0,73                 | 0,50–0,59                   | 0,61–0,68          | 0,79–0,89                    | –                          | 10/20       |               |
| SPOT4      | 1998.03.24. | 0,61–0,68                 | 0,50–0,59                   | 0,61–0,68          | 0,79–0,89                    | 1,58–1,73                  | 10/20       |               |
| SPOT5      | 2002.05.04. | 0,61–0,68                 | 0,50–0,59                   | 0,61–0,68          | 0,79–0,89                    | 1,58–1,73                  | 5/10/20     |               |
| alkalmazás |             | szerkezet, vonalas elemek | növényzet, sekély víztestek | növényzeti típusok | növényfajták, humusztartalom | mezőgazdaság, földtudomány |             |               |

### IRS program
Indiai erőforrás-kutató műholdcsalád.

### ERS
Az ESA (Európai Űrügynökség) első földmegfigyelő műholdjai.
| név   | kép | fellövés    | üzemelés vége | szenzorok | alkalmazás | eredmények |
| ----- | --- | ----------- | ------------- | --- | --- | ---------- |
| ERS-1 |     | 1991.17.17. | 2000.03.10.   | RA (Radar Altimeter), ATSR-1 (Along-Track Scanning Radiometer), SAR (synthetic aperture radar), Wind Scatterometer, MWR (Microwave Radiometer)                                            | tengerek, felhők hőmérsékletének mérése, légköri nedvességtartalom, szélsebesség, szélirány megfigyelése, tengerek hullámzásának vizsgálata, sarki jégtakaró kutatása |            |
| ERS-2 |     | 1995.04.21. |               | RA (Radar Altimeter), ATSR-2 (Along-Track Scanning Radiometer), SAR (synthetic aperture radar), Wind Scatterometer, MWR (Microwave Radiometer), GOME (Global Ozone Monitoring Experiment) | lásd ERS-1, újabb funkciók: klorofill és vegetáció vizsgálat |            |

### ENVISAT
Az ESA (Európai Űrügynökség) földmegfigyelő műholdja, 2002.03.01-én állították pályára. Számos földmegfigyelő érzékelő-berendezéssel szerelték fel. Öt évvel a tervezett élettartama után, 2012. április 8-án megszakadt vele a kapcsolat.
| kép       | szenzor                                                              | teljes név                                          | típus                                                                        | alkalmazás                | kép |
| --------- | -------------------------------------------------------------------- | --------------------------------------------------- | ---------------------------------------------------------------------------- | ------------------------- | --- |
|           | ASAR                                                                 | Advanced Synthetic Aperture Radar                   | térképező radar                                                              | felszínborítás-térképezés |     |
| GOMOS     | Global Ozone Monitoring by Occultation of Stars                      | spektrométer                                        | globális ózon- és üvegházgáz térképezés                                      |                           |     |
| MERIS     | Medium Resolution Imaging Spectrometer                               | multispektrális szenzor                             | felszíni vizek megfigyelése, vegetáció felmérés, topográfia                  |                           |     |
| MWR       | Microwave Radiometer                                                 | mikrohullámú radiométer                             | vízgőztartalom, talajnedvesség mérés, jégmegfigyelés                         |                           |     |
| RA-2      | Radar Altimeter 2                                                    | radaros magasságmérő                                | domborzat térképezése, felszíni vízállás mérés, jégmegfigyelés és monitoring |                           |     |
| SCIAMACHY | Scanning Imaging Absorption Spectrometer for Atmospheric Cartography | képalkotó spektrométer                              | globális légkörmegfigyelés, troposzférikus és sztratoszférikus gázok mérése  |                           |     |
| MIPAS     | Michelson Interferometer for Passive Atmospheric Sounding            | interferométer                                      | légkörkémiai megfigyelések, szennyezőanyagok mérése                          |                           |     |
| AATRS     | Advanced Along Track Scanning Radiometer                             | radiométer                                          | felszínhőmérséklet mérése                                                    |                           |     |
| DORIS     | Doppler Orbitography and Radio-positioning Integrated by Satellite   | Doppler-hatáson alapuló helyzetmeghatározó rendszer | pályaadatok, pontos helyzetmeghatározás                                      |                           |     |
| LRR       | Laser Retro-Reflector                                                | lézer                                               | pozíciómeghatározás elősegítése                                              |                           |     |

### A NASA földmegfigyelő műholdjai
| műhold neve | kép | fellövés    | szenzorok és alkalmazás | eredmények |
| ----------- | --- | ----------- | --- | ---------- |
| Geosat      |     | 1985.03.12. | Radar Altimeter: 5 cm-es pontosság, tengeri gravitációs mező mérése, vízszintváltozást okozó tényezők megfigyelése (cunami, hurrikán, áramlások, ár-apály) |            |
| Seasat      |     | 1978.06.26. | Radar Altimeter: magasságmérés, Microwave Scatterometer: szélsebesség, szélirány mérése, Microwave Radiometer: vízfelszín hőmérsékletének mérése, Visible and Infrared Radiometer: felhőzet, szárazföld, vízfelületek megkülönböztetése, Synthetic Aperture Radar: tengeri jég megfigyelése |            |
| Terra       |     | 1999.12.18. | ASTER (Advanced Spaceborne Thermal Emission and Reflection Radiometer), CERES (Clouds and the Earth's Radiant Energy System), MISR (Multi-angle Imaging SpectroRadiometer), MODIS (Moderate-resolution Imaging Spectroradiometer), MOPITT (Measurements of Pollution in the Troposphere): környezeti monitoring, klímaváltozás kutatása |            |
| Aqua        |     | 2002.05.04. | AMSR-E (Advanced Microwave Scanning Radiometer-EOS): felhőzet tulajdonságainak megfigyelése, tengerfelszíni vízhőmérséklet, szélsebesség mérése, hó és jég felületek detektálása, MODIS (Moderate Resolution Imaging Spectroradiometer): felhőmegfigyelés, légköri aeroszolok mérése, felszínborítás, tűz és vulkánok figyelése, AMSU-A (Advanced Microwave Sounding Unit): légköri hőmérséklet, páratartalom mérése, AIRS (Atmospheric Infrared Sounder): légköri hőmérséklet, páratartalom, felszíni és vízhőmérséklet mérése, HSB (Humidity Sounder for Brazil): légköri páratartalom, CERES (Clouds and the Earth's Radiant Energy System) |            |

### Nagyfelbontású kereskedelmi műholdak
| műhold      | fellövés             | pankromatikus felbontás (m) | multispektrális felbontás (m) | egyéb szenzorok | felvétel                                          |
| ----------- | -------------------- | --------------------------- | ----------------------------- | --------------- | ------------------------------------------------- |
| IKONOS      | 1999.09.24.          | 0,80                        | 4,00                          |                 |                                                   |
| OrbView-2   | 1997                 |                             |                               | SeaWiFS         | Az OrbView-2 felvétele egy szaharai homokviharról |
| OrbView-3   | 2003                 | 1,00                        | 4,00                          |                 |                                                   |
| GeoEye-1    | 2008.09.06.          | 0,41                        | 1,65                          |                 |                                                   |
| GeoEye-2    | terv: 2011 vagy 2012 | 0,25                        |                               |                 |                                                   |
| QuickBird   | 2001.10.18.          | 0,60                        | 2,40                          |                 |                                                   |
| WorldView-1 | 2007.09.18.          | 0,50                        | –                             |                 |                                                   |
| WorldView-2 | 2009.10.08.          | 0,46                        | 1,84                          |                 |                                                   |
| EROS A      | 2000.12.05.          | 1,80                        |                               |                 |                                                   |
| EROS B      | 2006.04.25.          | 0,70                        |                               |                 |                                                   |
| Kompsat-2   | 2006.07.28.          | 1,00                        | 4,00                          |                 |                                                   |

### Radarfelvételek tulajdonságai

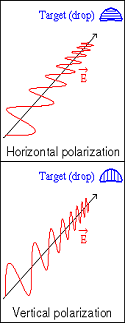
A radarhullámok polarizációja

A radaros távérzékelési eszközök az általuk kibocsátott hullámok visszaverődését mérik. A visszaverődés intenzitása alapján általában szürkeárnyalatos skálát használva ábrázolják a radarképet.
- radarképen fekete felületek: sima felszínek, nyugodt vizű régiók, mert ezek gyakorlatilag tükörként viselkednek (tökéletes a visszaverődés), a beeső sugárzás nem az érzékelő antenna irányába verődik vissza
- radarképen világos felületek: durva, érdes felszínek – olyan felszíni változások, melyek mérete hasonló a radar által kibocsátott hullámhosszhoz – (diffúz visszaverődés), szögletes objektumok (a sarokhatás miatt dupla visszaverődés)

A fémből készült objektumok is fényesen jelennek meg a radarfelvételeken, mivel nagy a dielektromos állandójuk. A talaj vagy a vegetáció nedvességtartalma is felerősíti a visszaverődés mértékét.
A radarhullámok fontos tulajdonsága a polarizáció: mely síkban rezegnek a kibocsátott hullámok.
- vízszintes (HH)
- függőleges (VV)
- keresztpolarizált (HV, VH)

### Radaros műholdak
| műhold                      | kép | sáv | hullámhossz (cm) | alkalmazás                                                                                       | kép |
| --------------------------- | --- | --- | ---------------- | ------------------------------------------------------------------------------------------------ | --- |
| AIRSAR                      |     | P   | ~65              | erdők megfigyelése                                                                               |     |
| JERS–1                      |     | L   | 23,5             | geológia, mocsarak, gleccserek megfigyelése                                                      |     |
| Almaz–1                     |     | S   | ~10              | légköri mozgások, csapadék megfigyelése                                                          |     |
| ERS–1                       |     | C   | 5,66             | kisebb tárgyak, növényzet megfigyelése, adatgyűjtés domborzati modellekhez                       |     |
| RADARSAT–1], [Radarsat–2\|2 |     | C   | 5,66             | kisebb tárgyak, növényzet megfigyelése, adatgyűjtés domborzati modellekhez                       |     |
| ENVISAT                     |     | C   | 5,66             | kisebb tárgyak, növényzet megfigyelése, adatgyűjtés domborzati modellekhez                       |     |
| RISAT–1                     |     | C   | 5,66             | kisebb tárgyak, növényzet megfigyelése, adatgyűjtés domborzati modellekhez                       |     |
| TerraSAR-X                  |     | X   | ~3               | térképezés, földhasználat-változás, tengerek és tengeri jég, gleccserek és hótakaró megfigyelése |     |
| TanDEM-X                    |     | X   | ~3               | adatgyűjtés domborzati modellekhez                                                               |     |
| CosmoSkyMed                 |     | X   | ~3               | óceáni mozgások megfigyelése, adatgyűjtés domborzati modellekhez                                 |     |
| katonai műholdak            |     | K   | ~1,2             | hólefedettség                                                                                    |     |